# ビル・モグリッジ
ビル・モグリッジ （William Grant "Bill" Moggridge, 1943年6月25日 - 2012年9月8日）は、イギリス出身のインダストリアルデザイナー/デザインコンサルタントで、国際的なデザインコンサルタント会社IDEOの設立者 。スミソニアン博物館のクーパー・ヒューイット国立デザイン博物館でディレクターを務めていた。
1979年にモグリッジがデザインした世界初のラップトップ型コンピュータ、Grid Compassは、2024年現在でも使われるクラムシェルデザインのノート型パソコンの原型となっている 。

## 来歴・人物
モグリッジは、1962年から1965年までロンドンのセントラル・スクール・オブ・アート・アンド・デザイン（1965年）で学び、アメリカに渡ってからデザイナーとしての機会を見つけ、American Sterilizer社のデザイナーとして初めて仕事、ペンシルベニア州エリーで病院機器の設計に着手した 。 1969年、モグリッジはロンドンに戻り、タイポグラフィーとコミュニケーションを学んだ。

## Moggridge Associates
1969年、モグリッジはロンドンで、家の最上階に自身最初の会社、Moggridge Associatesを設立した。 市場に到達する彼の最初の工業デザインは、フーバーUKのトースターだった。 1972年に、彼の最初のコンピュータプロジェクト、英国のComputer Technology Ltdのためのミニコンピュータのデザインを行ったが、生産されなかった。1973年に、別のHoover UKのデザインが、スペースヒーターのために、英国のデザインマガジンの表紙に載った。

## ID Two
モグリッジは1979年に米国に戻り、カリフォルニア州パロアルトにID Twoという別のオフィスを開設した。 初期のクライアントはGRiD Systemsで、最初のラップトップコンピュータであると広く考えられているGRiD Compassをデザインした。 これは、GRiD SYstemsが長年にわたりライセンスを取得した特許取得済みのイノベーションである、キーボードを覆うディスプレイを備えた最初のポータブルコンピュータである。GRiD Compassは$8,150（£5,097）で販売され、1983年から1997年までの全てのスペースシャトルのミッションで搭載されて飛行した。
1982年に、デザイナーのマイク・ヌタルはロンドンのオフィスからID Twoに入社し、Convergent Technologiesの別のポータブルコンピュータプロジェクトに携わった。 利益相反の可能性があるため、ヌタルはID 2を離れ、Matrox Product Designとして自社をパロアルトに設立した。
この期間、モグリッジはスタンフォード大学のプロダクトデザイン・プログラムで教鞭を執った。そこでは、自身のエンジニアリング・デザイン会社、David Kelley Designを持つ仲間の教師デビッド・ケリーと出会った。

## IDEO
1991年に、モグリッジはデビッド・ケリーとマイク・ヌタルと共同設立者となり、4つの企業が1つに統合される。モグリッジはIDEOフェローに任命された2010年までIDEOに在籍した。

## クーパー・ヒューイット国立デザイン博物館
2010年3月、モグリッジはIDEOを離れ、ニューヨークのクーパー・ヒューイット国立デザイン博物館のディレクターに就任した。クーパー・ヒューイット国立デザイン博物館は、歴史的かつ現代的なデザインに専念した米国の唯一の博物館である。

## 学術および産業界での役割
1983年から2010年まで、モグリッジはスタンフォード大学のさまざまな部門の准教授とコンサルティングを行った。プロダクトデザインプログラム、ワーク＆テクノロジーセンター、d.school（公式にはHasso Plattner Institute デザインの）等。
モグリッジは、サンフランシスコで開催されたICSID World Design Congress（ICSID World Design Congress）のCONNECTING'07議長として、2000年に開始された、2001年のICSID会議で提示された入札を準備した。
2001年、モグリッジはIvrea（イタリア）のInteraction Design Institute Ivreaの運営委員に就任した。
1993年にロンドンのロイヤルカレッジオブアート（Royal College of Art）でインタラクションデザインの客員教授を務め、ロンドンのデザインミュージアム（1992-1995）で審査員を務めた。彼は1974年に英国政府の設計教育顧問を務め、コペンハーゲン・インターラクション・デザイン研究所（Copenhagen Institute of Interaction Design）の役員を務めた。

## 賞と栄誉
2014年、死後にAIGAメダルを授与された。
2012年、サンフランシスコのCCA（California College of the Arts）から名誉博士号を得た。
FastCompanyの2011年10月号では、デザインのマスターとしてプロファイルされ、米国で最も影響力のある50人のデザイナーの1人に選ばれた。
2010年、プリンス・フィリップ・デザイナーズ賞(Prince Philip Designers Prize)を受賞。
2009年、ミシェル・オバマ氏が主宰したホワイトハウスの式典で、クーパー・ヒューイット・ナショナルデザイン賞 (the Cooper Hewitt National Design Awards)で生涯達成賞を受賞した。
2006年、米国インダストリアルデザイナー協会（IDSA）がMoggridge a Fellowと命名。
1988年、ロイヤル・ソサエティ・オブ・アーツによって産業界のロイヤルデザイナーに選ばれた。

## 参照
1. 1 2  Langer, Emily (2012年9月9日). “Bill Moggridge dies; designer of the first modern laptop computer was 69”. Washington Post 2012年9月10日閲覧。
2. 1 2 3  “Remembering Bill”.   Cooper-Hewitt, National Design Museum. 2012年9月9日閲覧。
3. 1 2 3  “Bill Moggridge, Fellow”.   IDEO. 2012年9月9日閲覧。
4. ↑  Pogrebin, Robin (2010年1月6日). “Cooper-Hewitt Picks Director, First Designer in Job”. New York Times 2012年9月9日閲覧。
5. 1 2  "First Lady Michelle Obama Celebrates the National Design Awards with Public Programs and White House Ceremony" (Press release). Cooper-Hewitt, National Design Museum. 25 June 2009. 2012年9月9日閲覧。
6. ↑  Clamshell! The Story of the Greatest Computing Form Factor of All Time - TIME 2012年7月16日
7. 1 2  “Great and Good honour the designer of world's first laptop”. The Register (2010年11月11日). 2012年9月9日閲覧。
8. 1 2  Bliss, Chris (2012年3月30日). “CCA to Confer Honorary Doctorate on Design Leader Bill Moggridge at 105th Commencement Exercises”. California College of the Arts 2012年9月9日閲覧。
9. 1 2  Bill Moggridge (Speaker), Lisa Roberts and David Seltzer (Sponsors) (26 March 2012). Integrated Product Design Lecture (1:16:42 video of lecture with slides). Meyerson Hall, University of Pennsylvania: The University of Pennsylvania School of Design. 2012年9月9日閲覧。
10. ↑  Glenn Edens, Carol Hankins, Craig Mathias, Dave Paulsen (Panelists, GRiD founders), John Markoff (Moderator) (15 March 2006). Pioneering the Laptop – The GRiD Compass (90-minute video of panel discussion with slides about GRiD Systems origins). Computer History Museum, Mountain View, California: Computer History Museum. 2012年9月9日閲覧。
11. ↑  Trescott, Jacqueline (2010年1月7日). “Laptop designer Bill Moggridge will head the Smithsonian's Cooper-Hewitt museum”. The Washington Post 2012年9月9日閲覧。
12. ↑  “Our Team”.   Stanford Design Program. 2012年9月9日閲覧。
13. ↑  “Faculty”.   Stanford Center for Work, Technology & Organization. 2012年11月7日時点のオリジナルよりアーカイブ。2012年9月9日閲覧。
14. ↑  “Faculty”.   Hasso Plattner Institute of Design. 2012年9月9日閲覧。
15. ↑  “CONNECTING'07 WORLD DESIGN CONGRESS”.   Icsid. 2012年10月30日時点のオリジナルよりアーカイブ。2012年9月11日閲覧。
16. 1 2 3  “Bill Moggridge FIDSA (1943–2012)”.   IDSA. 2012年9月1日時点のオリジナルよりアーカイブ。2012年9月11日閲覧。
17. ↑  “Knowledge Exchange”.   Royal College of Art. 2012年9月9日閲覧。
18. ↑  “Board”.   Copenhagen Institute of Interaction Design. 2012年9月9日閲覧。
19. ↑  “Bill Moggridge”.   AIGA. 2014年5月3日閲覧。
20. ↑  Lustig, Jessica (2011年10月). “Mister Moggridge Has Mad Ambition”. FastCompany 2012年9月10日閲覧。
21. ↑  “50 Most Influential Designers in America (interactive chart)”.   FastCompany. 2013年5月29日時点のオリジナルよりアーカイブ。2012年9月10日閲覧。
22. ↑  "Creator of world's first laptop computer wins royal Prize" (Press release). Design Council. 9 November 2010. 2012年6月29日時点のオリジナルよりアーカイブ。2012年9月9日閲覧。
23. ↑  “Remarks by the First Lady at the Cooper Hewitt National Design Awards” (英語). whitehouse.gov (2009年7月24日). 2024年2月3日閲覧。 “Like your lifetime achievement honoree Bill Moggridge, what would we do without our laptops!”
24. ↑  “The RSA: Current Designers for Industry”.   Royal Society for the encouragement of Arts, Manufactures and Commerce. 2012年8月27日時点のオリジナルよりアーカイブ。2012年9月9日閲覧。